# 公益西桥
39°49′48″N 116°21′49″E / 39.82988°N 116.36367°E
公益西桥是北京南四环同马家堡西路交汇处的立交桥，双向八车道。

## 简介
公益西桥位于南四环与马家堡西路交汇处，因为其东南有“公益庄”而得名。传说，公益庄起初叫“龚记庄”，清朝末年有姓龚的官员在这里圈地上百顷，雇数十人耕种，被称作“龚记庄园”。后随着庄园面积扩大，所雇人员也增加，逐渐形成个小村落“龚记庄”。约在1920至1930年代，龚记庄园渐废弃，农田被当地村民耕种，“龚记庄”被谐音成“公益庄”。2000年，在公益庄西北的四环路上建成“公益西桥”。
公益西桥建成后，仅有一上一下双车道，桥下净空高度仅2米。桥下四个方向都无法左转弯，必须直行通过路口后再掉头回来向右转。这都造成公益西桥交通严重拥堵。2012年，公益西桥拆除并扩建。2012年11月24日，该工程南四环主路完工通车。新桥的桥下净空高度为4.5米，桥下道路扩宽为主路三上三下六车道，桥区东西两侧建两个边孔，为掉头车道。
北京地铁4号线有公益西桥站。